# Heliamphora minor
Heliamphora minor este o specie de plante carnivore din genul Heliamphora, familia Sarraceniaceae, ordinul Ericales, descrisă de Henry Allan Gleason.

## Subspecii
Această specie cuprinde următoarele subspecii:
- H. m. laevis
- H. m. pilosa

## Galerie de imagini

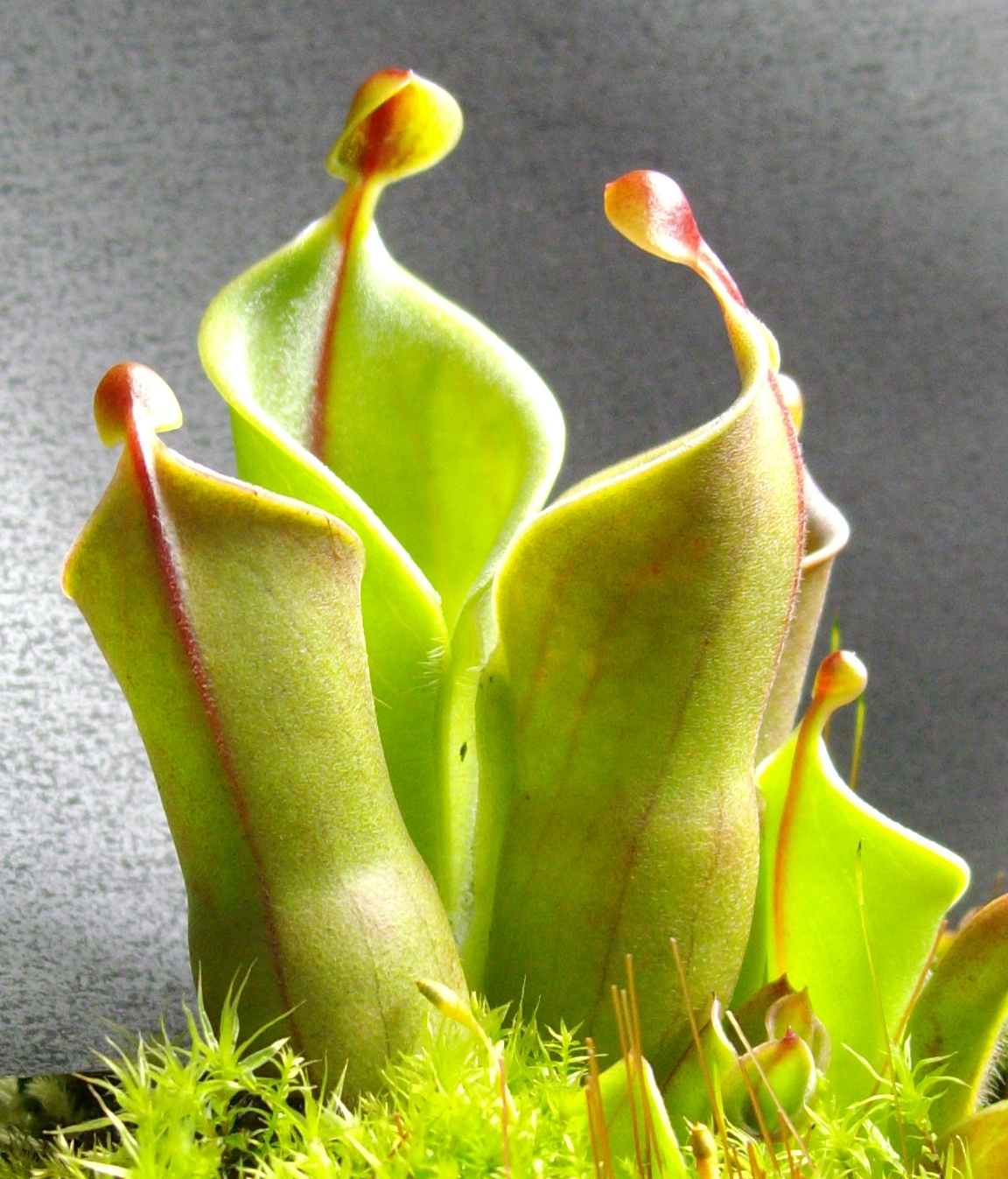
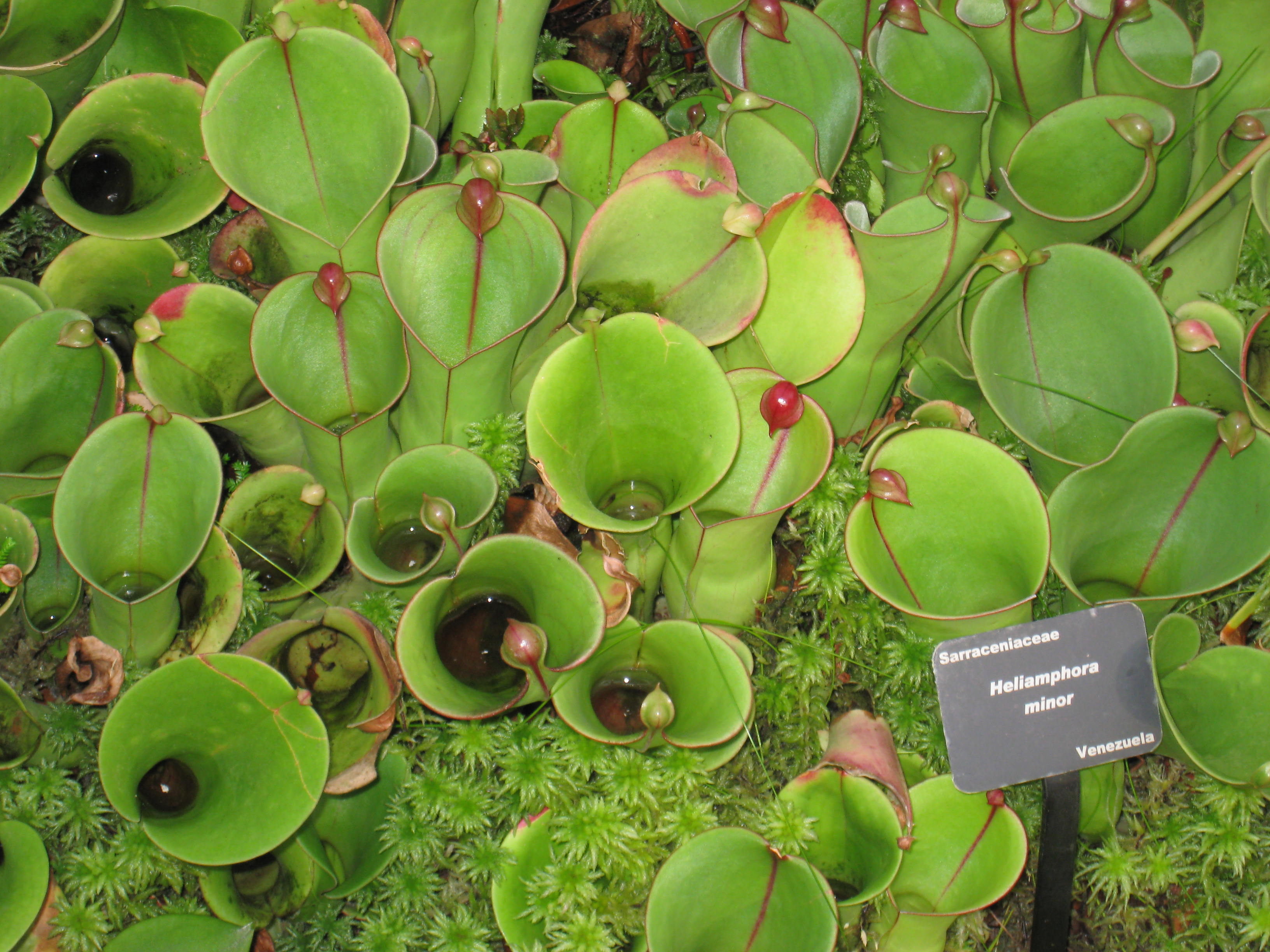
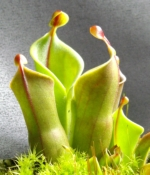
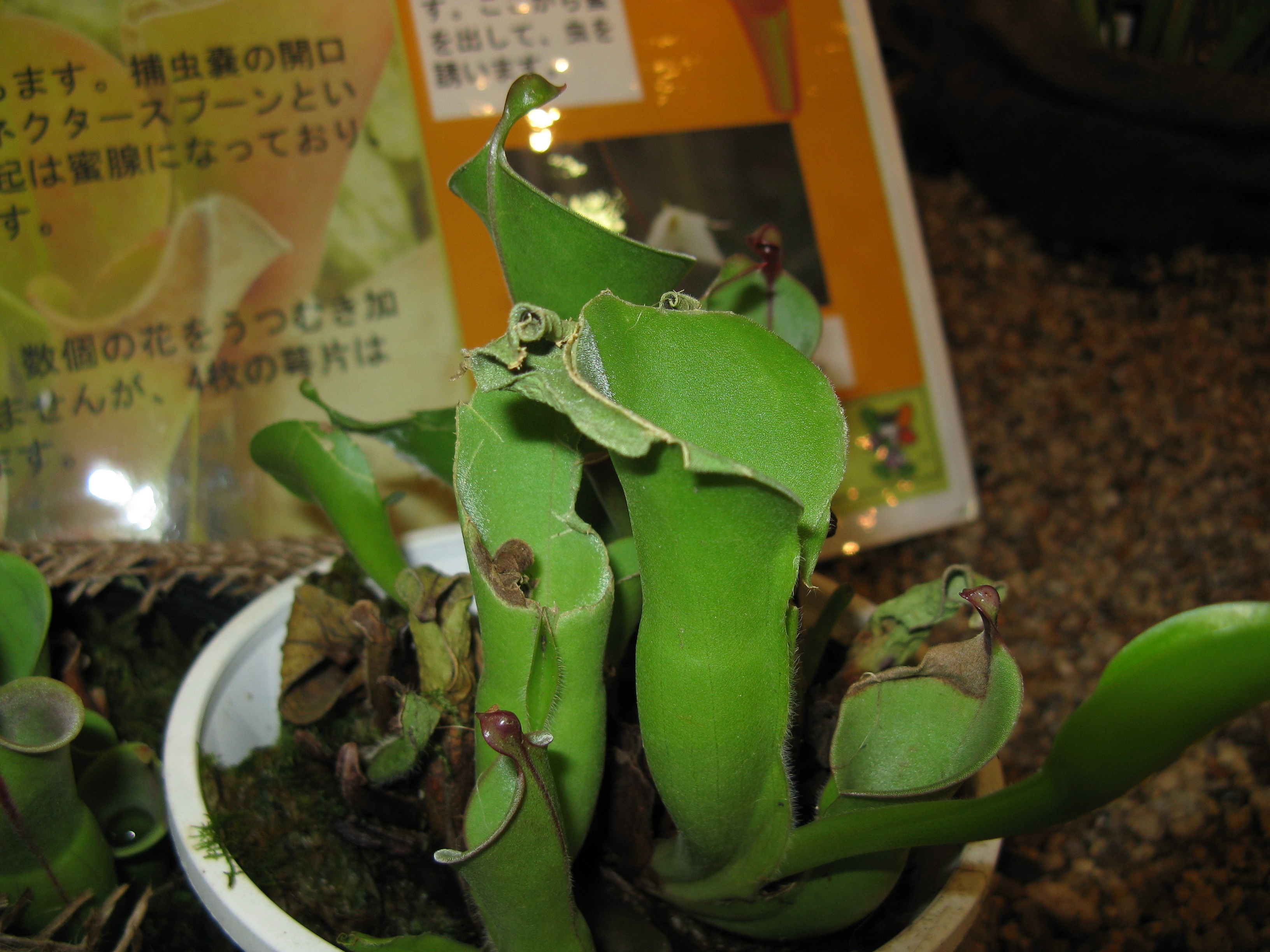
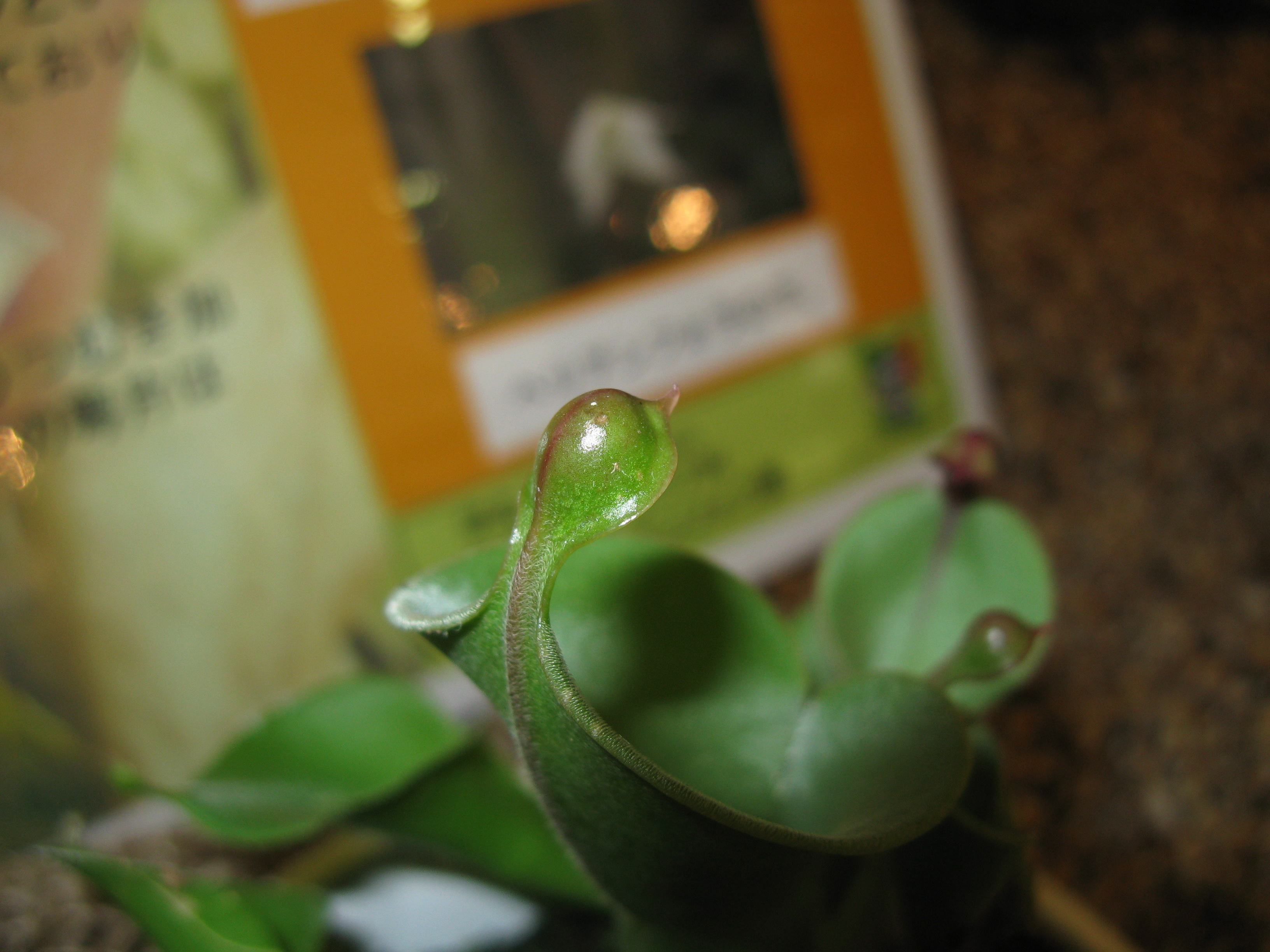
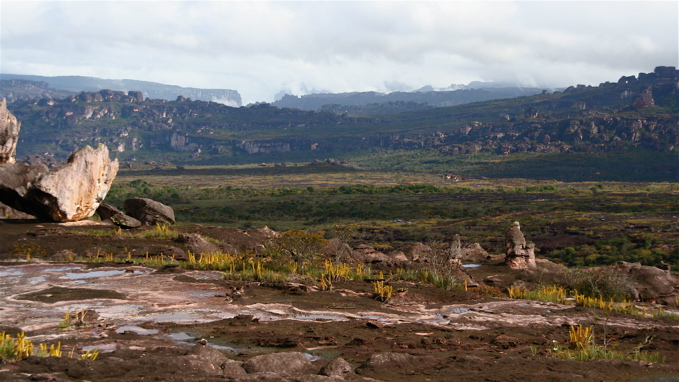